# Lagardère-Gruppe
Lagardère SCA ist eine große französische Unternehmensgruppe, die in der Verlags- und Medienbranche sowie im Bereich der Sportrechte aktiv ist. Die Beteiligung am Rüstungs- und Luftfahrtkonzern EADS wurde im April 2013 verkauft.

## Medien
Die zu 100 % im Besitz der Lagardère SCA befindliche Lagardère Media bündelt die Medienaktivitäten der Gruppe, die in mehrere Sparten aufgeteilt sind:
- Lagardère Publishing (früher Hachette Livre): größter Buchverlag Frankreichs und weltweit drittgrößter Publikumsverlag mit zahlreichen Tochtergesellschaften oder Beteiligungen, u. a. in den USA (Hachette Book Group mit u. a. Little, Brown and Company und Grand Central Publishing), Großbritannien (Hachette UK, mit u. a. Orion, Hodder & Stoughton, Headline), Spanien und Lateinamerika (Anaya).
- Lagardère Active Media: vereinigt die Aktivitäten zweier ehemals eigener Sparten in den Bereichen audiovisuelle und neue Medien:
  - Lagardère Active: diverse Tochtergesellschaften und Beteiligungen an Fernseh- und Hörfunksendern (u. a. CanalSat: 34 %, Europe 1: 100 %, Gulli, Groupe MCM) sowie Internet-Agenturen
  - Hachette Filipacchi Médias: Presseerzeugnisse, weltgrößter Magazinverlag, rund 50 Magazine in Frankreich, darunter: Paris Match, die französische Ausgabe der Zeitschrift Elle, Photo, Minderheitsbeteiligungen an der Zeitung L’Humanité, an der Gruppe Nouvelles Messageries de la Presse Parisienne (NMPP, 49 %) und an der Pressegruppe Editions Philippe Amaury, welche Le Parisien und L’Équipe herausgibt; weitere Tochtergesellschaften u. a. in den USA, Japan, Hongkong, Russland, Italien, Spanien und den Niederlanden
- Lagardère Services (früher Hachette Distribution Services): einer der weltweit größten Pressevertriebe und Bucheinzelhändler; Vollbesitz oder Beteiligungen u. a. an Relay (rund tausend Presse- und Buchläden vorwiegend an Bahnhöfen, Flughäfen, U-Bahn-Stationen), Virgin Megastores (Buchhandelskette in Frankreich, Großbritannien, USA, Griechenland und Japan), Payot Libraire (Buchhandelskette im französischsprachigen Teil der Schweiz, seit 2004 auch eine Filiale in Wiesbaden), Furet du Nord (Buchladenkette), Curtis Circulation Company (größter Magazinevertrieb der USA)
- Lagardère Sports and Entertainment, bis Mai 2010 Lagardère Sports, bis 2015 Lagardère Unlimited (Sportveranstalter und Sportrechtemarketing): hierzu gehören u. a. die Tochtergesellschaften bzw. Beteiligungen Lagardère Unlimited Events AG mit deren Tochter Lagardère Unlimited Events Germany GmbH in Hamburg (Veranstalter der Vattenfall Cyclassics und des Garmin Velothon Berlin), Sportfive, World Sport Group, International Events and Communication in Sports (IEC), Newsweb, veranstaltet unter anderem den BNP Paribas Showdown sowie die Citi Open (WTA College Park und ATP Washington).
H.I.G. Capital übernahm Lagardère Sports and Entertainment (wird wieder in Sportfive umbenannt) im April 2020, für einen Kaufpreis von etwa 110 Millionen Euro, wobei die Lagardère-Gruppe einen Minderheitenanteil von 24,9 % behalten hat.[2]

- Team Lagardère: Sportpromoter
- Fondation Jean-Luc Lagardère (Stiftung)

## Management
- Jean-Luc Lagardère (1928–2003), früherer CEO
- Arnaud Lagardère (* 1961), sein Sohn, gegenwärtiger CEO

## Geschichte
Am 24. September 1980 wurde Lagardère als Holding eingetragen. Matra wurde 1988 privatisiert, wobei Lagardère 6 % des Aktienkapitals erhielt und seinen Anteil bis 1992 auf 25 % erhöhte. Die Gruppe wurde im Dezember 1992 radikal restrukturiert:
- Lagardère erwarb Arjil, die bisherige Muttergesellschaft.
- Lagardère erwarb Kapitalanteile an Matra von Floirat, Daimler-Benz und GEC und die Holding von Hachette, Marlis von Floriat, Crédit Lyonnais und Aberly.
- Matra und Hachette wurden zu Matra Hachette fusioniert, an der Lagardère 37,6 % hielt.
- Lagardères Gesellschaftsform wurde geändert von einer Société Anonyme (SA, deutsch Aktiengesellschaft, AG) zu einer Société en Commandite par Actions (SCA, deutsch Kommanditgesellschaft auf Aktien, KGaA).

Nach einem Aktientausch 1994 hielt Lagardère 93,3 % am Aktienkapital von Matra Hachette. 1996 wurde Matra Hachette mit Lagardère verschmolzen. 1999 fusionierte Matra Hautes Technologies mit dem französischen Flugzeughersteller Aérospatiale zu Aérospatiale-Matra. Am 10. Juli 2000 wurde Aérospatiale-Matra Teil von EADS, woran Lagardère mit 15,1 % beteiligt war.
Am 23. Oktober 2002 kündigte Lagardère die Übernahme von Vivendi Universal Publishing mit Ausnahme von Houghton Mifflin an, die 2003 in Editis umbenannt wurde. Den Vereinbarungen mit der Europäischen Union folgend musste Lagardère sich von 60 Prozent seiner Anteile an Editis trennen. Am 27. Mai 2004 offerierte Wendel Investissement die Übernahme von 60 Prozent der Anteile an Editis. Am 6. Februar 2006 kündigte die Groupe Lagardère die Übernahme der Time Warner Book Group für 537,5 Mio. US$ an. Damit stieg sie zur drittgrößten Publikumsverlagsgruppe der Welt auf.
Im November 2007 übernahm die Lagardère Sports Group das deutsche Sportveranstalter- und -marketingunternehmen Upsolut Sports aus Hamburg, unter anderem Veranstalter der Vattenfall Cyclassics und Inhaber der Verwertungsrechte im Merchandising für die Marken des FC St. Pauli. Diese Verwertungsrechte wurden mitsamt der kompletten Merchandising-Sparte im November 2015 vom FC St. Pauli zurückgekauft.
Lagardère ist an der Euronext-Börse in Paris notiert und gehört dem französischen Börsenindex CAC40 an. Neben Arnaud Lagardère ist die Familie de Wendel eine der wichtigsten Anteilseigner.
Im April 2013 trennte sich Lagardère von seinen gesamten zuletzt noch gehaltenen rund 7,5 % Anteilen an EADS.